# The Raging Sun
The Raging Sun è il secondo album del gruppo svedese post-rock Logh. È stato pubblicato in Svezia il 12 maggio 2003 e il 26 maggio 2003 nel resto dell'Europa.
Una nuova versione dell'album è stata pubblicata nel 2006 con canzoni nuove e remixate insieme a video e gallerie di immagini.

## Tracce

### Versione originale
1. The Contractor and the Assassin – 4:06
2. End Cycle – 2:32
3. An Alliance of Hearts – 5:02
4. The Raging Sun – 3:15
5. Thin Lines – 4:02
6. The Bones of Generations – 2:35
7. A Vote for Democracy – 3:43
8. At This My Arm Was Weakened – 5:19
9. City, I'm Sorry – 7:42
10. Lights from Sovereign States – 6:25

### Versione alternativa
1. The Contractor and the Assassin – 4:06
2. End Cycle – 2:32
3. An Alliance of Hearts – 5:02
4. The Raging Sun – 3:16
5. Thin Lines – 4:03
6. An Alliance of Worlds – 3:45
7. The Bones of Generations (LVG version) – 4:34
8. A Vote for Democracy – 3:43
9. City, I'm Sorry – 7:42
10. Lights from Sovereign States – 8:57